# Svenska mästerskap i triathlon
Detta är resultatlistor för svenska mästerskap i Triathlon.

## Svenska mästare
SM i långdistans har oftast gällt Ironman-distansen, och har då ägt rum i samband med Kalmar Triathlon.
| År   | Sprint Damer                | Sprint Herrar                     | Olympisk Damer     | Olympisk Herrar  | Långdistans Damer | Långdistans Herrar    |
| ---- | --------------------------- | --------------------------------- | ------------------ | ---------------- | ----------------- | --------------------- |
| 1994 |                             |                                   | Åsa Andersson      | Tomas Wiker      |                   | Lars Mattsson         |
| 1995 |                             |                                   | Åsa Andersson      | Henrik Nöbbelin  |                   | Tomas Gustavsson      |
| 1996 |                             |                                   | Åsa Andersson      | Joachim Willén   |                   | Jonas Colting         |
| 1997 | Lena Wahlqvist              | Joachim Willén                    | Lena Wahlqvist     | Per Johansson    | Annette Lunde     | Clas Myrestam         |
| 1998 | Lena Wahlqvist              | Magnus Almén                      | Lena Wahlqvist     | Joachim Willén   | Lena Wahlqvist    | Patrik Tjärdal        |
| 1999 | Lena Wahlqvist              | Joachim Willén                    | Heléne Willix      | Joakim Axelsson  | Anna Svärdström   | Teddy Andersson       |
| 2000 | Johanna Forsberg            | Jonas Djurback                    | Johanna Forsberg   | Joachim Willén   | Karin Forsberg    | Clas Myrestam         |
| 2001 | Lena Wahlqvist              | Björn Andersson                   | Anna Svärdström    | Björn Andersson  | Anna Svärdström   | Björn Andersson       |
| 2002 | Stina Thunman               | Joachim Willén                    | Lena Wahlqvist     | Björn Andersson  | Sofie Dovrén      | Clas Myrestam         |
| 2003 | Hanna Walukiewicz           | Jonas Djurback                    | Tove Wiklund       | Björn Andersson  | Sofie Dovrén      | Jonas Colting         |
| 2004 | Tove Wiklund, Triathlon Syd | Jonas Djurback, Dalregementets IF | Tove Wiklund       | Björn Andersson  | Eva Nyström       | Niklas Nilsson        |
| 2005 | Therese Omme                | Jonas Djurback                    | Lisa Nordén        | Andreas Wiberg   | Jona Dahlqvist    | Ted Ås                |
| 2006 | Eva Nyström                 | Jonas Djurback                    | Therese Omme       | Jonas Djurback   | Eva Nyström       | Niklas Nilsson        |
| 2007 | Therese Omme                | Björn Andersson                   | Lisa Nordén        | Jonas Colting    | Camilla Lindholm  | Ted Ås                |
| 2008 | Tove Wiklund                | Erik Strand                       | Lisa Nordén        | Erik Strand      | Therese Omme      | Ted Ås                |
| 2009 | Eva Nyström                 | Jonas Djurback                    | Annie Gustafsson   | Jonas Djurback   | Eva Nyström       | Clas Björling         |
| 2010 | Lovisa Hjalmarsson          | Erik Strand                       | Lovisa Hjalmarsson | Jonas Djurback   | Helene Malmkvist  | David Näsvik          |
| 2011 | Åsa Annerstedt              | Per Wangel                        | Åsa Annerstedt     | Jonas Djurback   | Camilla Larsson   | Pontus Lindberg       |
| 2012 | Lisa Nordén                 | Per Wangel                        | Åsa Annerstedt     | Per Wangel       | Åsa Lundström     | Jonas Djurback        |
| 2013 | Jenni Nilsson               | Joel Vikner                       | Eva Nyström        | Per Wangel       | Emma Graaf        | Karl Johan Danielsson |
| 2014 | Amanda Bohlin               | Gabriel Sandör                    | Mikaela Persson    | Gabriel Sandör   | Lena Holmgren     | Karl Johan Danielsson |
| 2015 | Amanda Bohlin               | Gabriel Sandör                    | Mikaela Persson    | Gabriel Sandör   |                   |                       |
| 2016 | Annie Thorén                | Oskar Djärv                       | Annie Thorén       | Gabriel Sandör   |                   |                       |
| 2017 | Annie Thorén                | Gabriel Sandör                    | Mikaela Persson    | Gabriel Sandör   |                   |                       |
| 2018 | Lisa Nordén                 | Gabriel Sandör                    | Annie Thorén       | Ludwig Fleetwood |                   |                       |
| 2019 | Emma Varga                  | Gabriel Sandör                    | Emma Varga         | Ludwig Fleetwood |                   |                       |

## Svenska mästerskap i triathlon, individuellt

### Damer, vinnare
| År   | Sprintdistans     | Olympisk distans     | Medeldistans         | Långdistans     | Ironmandistans   |
| ---- | ----------------- | -------------------- | -------------------- | --------------- | ---------------- |
| 1985 |                   | Anna-Lena Fritzon    | -                    | -               | -                |
| 1987 | -                 | Agneta Asplund       | Eva Lindblad         | -               | -                |
| 1988 | -                 | Ylva Noring          | Eva Lindblad         | -               | -                |
| 1989 | -                 | Ann-Charlotte Thorén | Ann-Charlotte Thorén | -               | -                |
| 1990 | -                 | Katarina Andersson   | Katarina Andersson   | -               | -                |
| 1991 | -                 | Anna Frithioff       | Lovisa Skoglund      | -               | -                |
| 1992 | -                 | Anna Frithioff       | Lovisa Skoglund      | -               | -                |
| 1993 | -                 | Åsa Andersson        | Åsa Andersson        | -               | -                |
| 1994 | -                 | Åsa Andersson        | Anna Frithioff       | -               | Sabine Lang      |
| 1995 | -                 | Åsa Andersson        | Lena Wahlqvist       | -               |                  |
| 1996 | -                 | Åsa Andersson        | Lena Wahlqvist       | -               | Ulrika Wånggren  |
| 1997 | Lena Wahlqvist    | Lena Wahlqvist       | -                    | -               | Anette Lunde     |
| 1998 | Lena Wahlqvist    | Lena Wahlqvist       | -                    | Lena Wahlqvist  | -                |
| 1999 | Lena Wahlqvist    | Heléne Willix        | -                    | -               | Anna Svärdström  |
| 2000 | Johanna Forsberg  | Johanna Forsberg     | -                    | -               | Karin Forsberg   |
| 2001 | Lena Wahlqvist    | Anna Svärdström      | -                    | Anna Svärdström | -                |
| 2002 | Stina Thunman     | Lena Wahlqvist       | -                    | -               | Sofie Dovrén     |
| 2003 | Lisa Nordén J     | Lisa Nordén J        | -                    | Sofie Dovrén    | -                |
| 2004 | Lisa Nordén J     | Lisa Nordén J        | -                    | -               | Eva Nyström      |
| 2005 | Therese Omme      | Lisa Nordén J        | -                    | -               | Jona Dahlqvist   |
| 2006 | Eva Nyström       | Therese Omme         | -                    | -               | Eva Nyström      |
| 2007 | Therese Omme      | Lisa Nordén          | -                    | -               | Camilla Lindholm |
| 2008 | Tove Wiklund      | Lisa Nordén          | -                    | -               | Therese Omme     |
| 2009 | Annie Thorén J    | Annie Gustafsson     | -                    | -               | Eva Nyström      |
| 2010 | Linnea Holmertz J | Lovisa Hjalmarsson   | -                    | -               | Helene Malmkvist |
| 2011 | Åsa Annerstedt    | Annie Thorén J       | -                    | -               | Camilla Larsson  |
| 2012 | Lisa Nordén       | Åsa Annerstedt       | Louise Rundqvist     | -               | Åsa Lundström    |
| 2013 | Jenni Nilsson     | Eva Nyström          | Camilla Lindholm     | Emma Graaf      | -                |
| 2014 | Amanda Bohlin     | Mikaela Persson      | Eva Nyström          | Lena Holmgren   | -                |
| 2015 | Amanda Bohlin     | Mikaela Persson      | Sara Svensk          |                 | -                |
| 2016 | Annie Thorén      | Annie Thorén         | Åsa Lundström        |                 |                  |
| 2017 | Annie Thorén      | Mikaela Persson      | Åsa Lundström        |                 |                  |
| 2018 | Lisa Nordén       | Annie Thorén         | Sara Svensk          |                 |                  |
| 2019 | Emma Varga        | Emma Varga           | Sara Svensk          |                 |                  |
| År   | Sprintdistans     | Olympisk distans     | Medeldistans         | Långdistans     | Ironmandistans   |

### Herrar, vinnare
| År   | Sprintdistans    | Olympisk distans  | Medeldistans      | Långdistans           | Ironmandistans   |
| ---- | ---------------- | ----------------- | ----------------- | --------------------- | ---------------- |
| 1987 | -                | Pasi Salonen      | Michael Thorén    | -                     | -                |
| 1988 | -                | Michael Thorén    | Thomas Carlsson   | -                     | -                |
| 1989 | -                | Pasi Salonen      | Pasi Salonen      | -                     | -                |
| 1990 | -                | Henrik Nöbbelin   | Roland Larsson    | -                     | -                |
| 1991 | -                | Michael Thorén    | Michael Thorén    | -                     | -                |
| 1992 | -                | Andreas Wiberg    | Michael Thorén    | -                     | -                |
| 1993 | -                | Magnus Almén      | Michael Thorén    | -                     | -                |
| 1994 | -                | Tomas Wiker       | Magnus Almén      | -                     | Lars Mattsson    |
| 1995 | -                | Henrik Nöbbelin   | Henrik Nöbbelin   | -                     | Tomas Gustavsson |
| 1996 | -                | Joachim Willén    | Lars Mattsson     | -                     | Jonas Colting    |
| 1997 | Joachim Willén   | Per Johansson     | -                 | -                     | Clas Myrestam    |
| 1998 | Magnus Almén     | Joachim Willén    | -                 | Patrik Tjärdal        | -                |
| 1999 | Joachim Willén   | Björn Andersson J | -                 | -                     | Teddy Andersson  |
| 2000 | Jonas Djurback   | Joachim Willén    | -                 | -                     | Clas Myrestam    |
| 2001 | Björn Andersson  | Björn Andersson   | -                 | Björn Andersson       | -                |
| 2002 | Joachim Willén   | Björn Andersson   | -                 | -                     | Clas Myrestam    |
| 2003 | Jonas Djurback   | Björn Andersson   | -                 | Jonas Colting         | -                |
| 2004 | Jonas Djurback   | Björn Andersson   | -                 | -                     | Niklas Nilsson   |
| 2005 | Jonas Djurback   | Andreas Wiberg    | -                 | -                     | Ted Ås           |
| 2006 | Jonas Djurback   | Jonas Djurback    | -                 | -                     | Niklas Nilsson   |
| 2007 | Björn Andersson  | Jonas Colting     | -                 | -                     | Ted Ås           |
| 2008 | Erik Strand      | Erik Strand       | -                 | -                     | Ted Ås           |
| 2009 | Jonas Djurback   | Jonas Djurback    | -                 | -                     | Clas Björling    |
| 2010 | Per Wangel J     | Jonas Djurback    | -                 | -                     | David Näsvik     |
| 2011 | Per Wangel       | Jonas Djurback    | -                 | -                     | Pontus Lindberg  |
| 2012 | Per Wangel       | Per Wangel        | Patrik Nilsson    | -                     | Jonas Djurback   |
| 2013 | Joel Vikner      | Per Wangel        | Björn Andersson   | Karl Johan Danielsson | -                |
| 2014 | Gabriel Sandör J | Gabriel Sandör J  | Stephan Andersen  | Karl Johan Danielsson | -                |
| 2015 | Gabriel Sandör J | Gabriel Sandör J  | Fredrik Bäckson   |                       | -                |
| 2016 | Oskar Djärv      | Gabriel Sandör    | Fredrik Bäckson   |                       |                  |
| 2017 | Gabriel Sandör   | Gabriel Sandör    | Sebastian Norberg |                       |                  |
| 2018 | Gabriel Sandör   | Ludvig Fleetwood  | Jesper Svensson   |                       |                  |
| 2019 | Gabriel Sandör   | Ludvig Fleetwood  | Robert Kallin     |                       |                  |
| År   | Sprintdistans    | Olympisk distans  | Medeldistans      | Långdistans           | Ironmandistans   |

## Stafett-SM

### Damer, vinnare
OBSERVERA: Detta redovisar inte nödvändigtvis medaljfördelningen i SM för seniorer i de olika mästerskapstävlingarna, utan de sammanlagda placeringarna oberoende av klass. Detta för att visa fram de strålande prestationer som även juniorer gjorde. 

- 1991 Kvarnsveden (Helander, Hautakangas, Frithioff)
- 1992 ?
- 1993 Motala (Thorén, Forsberg, Wahlqvist)
- 1994 Kvarnsveden (Melin, Jäderholm, Frithioff)
- 1995 Motala (Wahlqvist, Balle, Larsson)
- 1996 Motala (Wahlqvist, Wånggren, Thorén)
- 1997 Motala (Thorén, Wånggren, Wahlqvist)
- 1998 Motala (Natanaelsson, Wånggren, Wahlqvist)
- 1999 ASICS (Forsberg, Thunman, Andersson)
- 2000 Motala (Wiklund, Mineur, Wahlqvist)
- 2001 ASICS (Lindqvist, Forsberg, Thunman)
- 2002 ASICS (Sjögren, (F-g) Sjögren, Andersson)
- 2003 SPIF (Walukiewicz, Kroon, Lindgren)
- 2004 Heleneholm (Persson, Omme, Dahlqvist)
- 2005 Heleneholm (Omme, Dahlqvist, Persson)
- 2006 Heleneholm (Wiklund, Omme, Persson)
- 2007 Heleneholm
- 2008 Heleneholm (Omme, Nilsson, Wiklund)
- 2009 Västerås SS
- 2010 Motala TC

### Herrar, vinnare
Observera att nedanstående inte nödvändigtvis redovisar medaljfördelningen i SM för seniorer i de olika mästerskapstävlingarna, utan de sammanlagda placeringarna oberoende av klass.
- 1991 Motala (Thorén, Rensvik, Carlsson)
- 1992 Motala (Wiberg, Thorén, Willén)
- 1993 Kvarnsveden (Wiker, Nöbbelin, Carlsson)
- 1994 Kvarnsveden (Nöbbelin, Wiker, Carlsson)
- 1995 Sandvik (Mattsson, Hedelin, Mannelqvist)
- 1996 Motala (Forsberg, Thorén, Willén)
- 1997 Team Subito (Apell, Eriksson, Willén)
- 1998 Asics (Grahn, Forsberg, Wiberg)
- 1999 Asics (Tjärdal, Forsberg, Wiberg)
- 2000 Asics (Wiker, Forsberg, Wiberg)
- 2001 Falun (Norgren, Björling, Djurback)
- 2002 Falun (Björling, Djurback, Norgren)
- 2003 Asics (Wiberg, Forsberg, Sjögren)
- 2004 Dalregementet (Strand, Olsson, Djurback)
- 2005 Dalregementet (Wiker, Dicander, Djurback)
- 2006 SPIF (Larsson, Christensson, Näsvik)
- 2007 SPIF (Larsson, Näsvik, Christensson)
- 2008 Dalregementet (Berggren, Desmueles, Strand)
- 2009 Dalregementet (Strand, Wangel, Djurback)
- 2010 Team Specialized
- 2011 Mixstafett, se nedan

### Mixstafett, vinnare
- 2011 Motala TC (L Holmertz, J Willén, A Thorén, Mike Thorén)
- 2012 Team Racerdepån (E Hökerberg, P Bergh, C Jessen, B Andersson)
- 2013 Inställt på grund av för få anmälda.
- 2014 IF Mantra Sport
- 2015 IF Mantra Sport
- 2016 Motala TC
- 2017 Terrible Tuesdays Triathlon Club (Åsa Lundström, Jonatan Bejmar, Sara Svensk, Nils Svensson)
- 2018 Terrible Tuesdays Triathlon Club (Emma Varga, Gabriel Sandör, Lisa Nordén, Andreas Carlsson)
- 2019 Terrible Tuesdays Triathlon Club (Emma Varga, Gabriel Sandör, Mikaela Persson, Andreas Carlsson)